# Ondřej Pachlopník
Ondřej Pachlopník (Brno, 14 febbraio 2000) è un calciatore ceco, centrocampista dello Zbrojovka Brno.

## Caratteristiche tecniche
È un centrocampista offensivo.

## Carriera

### Club
Cresciuto nel settore giovanile dello Zbrojovka Brno, debutta in prima squadra il 2 marzo 2019 in occasione dell'incontro di seconda divisione vinto 2-1 contro il Chrudim.

### Nazionale
Ha giocato nelle nazionali giovanili ceche Under-18 ed Under-19.

## Statistiche
Statistiche aggiornate al 29 maggio 2021.

### Presenze e reti nei club
| Stagione        | Squadra         | Campionato      | Campionato | Campionato | Coppe nazionali | Coppe nazionali | Coppe nazionali | Coppe continentali | Coppe continentali | Coppe continentali | Altre coppe | Altre coppe | Altre coppe | Totale | Totale | Totale |
| Stagione        | Squadra         | Comp            | Pres       | Reti       | Comp            | Pres            | Reti            | Comp               | Pres               | Reti               | Comp        | Pres        | Reti        | Pres   | Reti   |        |
| --------------- | --------------- | --------------- | ---------- | ---------- | --------------- | --------------- | --------------- | ------------------ | ------------------ | ------------------ | ----------- | ----------- | ----------- | ------ | ------ | ------ |
| 2018-2019       | Zbrojovka Brno  | FNL             | 7          | 2          | CRC             | 0               | 0               |                    | -                  | -                  |             | -           | -           | 7      | 2      |        |
| 2019-2020       | Zbrojovka Brno  | FNL             | 17         | 3          | CRC             | 1               | 0               |                    | -                  | -                  |             | -           | -           | 18     | 3      |        |
| 2020-2021       | Zbrojovka Brno  | 1L              | 31         | 1          | CRC             | 1               | 0               |                    | -                  | -                  |             | -           | -           | 32     | 1      |        |
| Totale carriera | Totale carriera | Totale carriera | 55         | 6          |                 | 2               | 0               |                    | -                  | -                  |             | -           | -           | 57     | 6      |        |